# Glaucocharis omeishani
Glaucocharis omeishani là một loài bướm đêm trong họ Crambidae.